# Centrale géothermique de Wayang Windu
Pour les articles homonymes, voir Wayang (homonymie).
La centrale géothermique de Wayang Windu est une centrale géothermique située dans la province de Java occidentale en Indonésie. C'est la troisième plus importante centrale géothermique au monde en termes de capacité électrique.